# Udo Schmuck
Udo Schmuck (Frankenthal, 29 oktober 1952) is een voormalige voetballer uit Oost-Duitsland, die speelde als verdediger. Na zijn actieve loopbaan stapte hij het trainersvak in.

## Interlandcarrière
Schmuck speelde zeven officiële interlands (één doelpunt) voor het voetbalelftal van de Duitse Democratische Republiek. Onder leiding van bondscoach Georg Buschner maakte hij zijn debuut op 27 oktober 1976 in de vriendschappelijke wedstrijd tegen Bulgarije (0-4) in Sliven, net als Klaus Müller (Dynamo Dresden).

## Erelijst
Dynamo Dresden
- DDR-Oberliga

1973, 1976, 1977, 1978
- Oost-Duitse beker

1977, 1982, 1984, 1985